# Ramón Torrijos y Gómez
Ramón Torrijos y Gómez (Cardenete, Província de Conca, 1 de setembre de 1841 - Badajoz, 16 de gener de 1903) va ser un clergue espanyol, bisbe de la diòcesi de San Cristóbal de La Laguna i posteriorment bisbe de l'arxidiòcesi de Mèrida-Badajoz.
Va ser nomenat pel papa Lleó XIII com a bisbe de la diòcesi de San Cristóbal de La Laguna o Tenerife el 25 de novembre de 1887. Va prendre possessió de la diòcesi el 8 de desembre de 1888 a la catedral de La Laguna. Durant el seu bisbat, va coronar canònicament la Verge de Candelaria (Patrona de Canàries), el 13 d'octubre de 1889, sent la cinquena imatge mariana d'Espanya coronada. També va adquirir el Palau Salazar de San Cristóbal de La Laguna com a seu i residència dels bisbes d'aquesta diòcesi. En total, va ordenar a 31 sacerdots diocesans. El 10 de setembre de 1894, va ser traslladat a Badajoz, on va morir el 1903.